# زن باکره
زن باکره فیلمی به کارگردانی و نویسندگی زکریا هاشمی محصول سال ۱۳۵۲ است.

## خلاصه داستان
برزو (منوچهر وثوق) با مریم (کارمن اسکویی) قول و قرار ازدواج می‌گذارد، و خواهرخوانده اش زهره (ارغوان) در پی فرصتی است که نامزدی اش را با امیر (مرتضی عقیلی) اعلام کند. آقا مجتبی (بهرام وطن‌پرست)، جاهل محل، نیز به زهره علاقه دارد، و با دوستش اکبر (مهدی فخیم زاده) دنبال فرصتی است که به خواستگاری زهره برود. امیر زهره را به عقد خود درمی‌آورد و برزو با مریم ازدواج می‌کند، و مجتبی امیر را نسبت به رابطهٔ برزو و زهره بدبین می‌کند و پای او را به کافه می‌کشاند. از طرف دیگر خود برزو نگران رفت و آمدهای مریم و دوستش علی (فرامرز صدیقی) است، و به همسرش بی‌اعتنایی می‌کند. مجتبی کماکان آتش بیار معرکه است و امیر، برزو را نسبت به زهره و مریم بدگمان‌تر می‌کند. شبی برزو، از سر خشم، امیر و علی و اکبر و مجتبی و زهره و مریم را در اتاقکی حبس می‌کند و به آنها غذای مسموم می‌خوراند و پس از شرح بدگمانی‌اش درمی‌یابد که این همه مدت در اشتباه بوده‌است. در آخرین لحظهٔ زندگی، در آن اتاقک دور افتاده، امیر به زهره و برزو به مریم ابراز علاقه می‌کنند.

## بازیگران
- منوچهر وثوق
- ارغوان
- مرتضی عقیلی
- مهدی فخیم زاده
- کارمن اسکویی
- فرامرز صدیقی
- بهرام وطن‌پرست
- ارغوان